# Karanglo (Polanharjo)
Karanglo is een bestuurslaag in het regentschap Klaten van de provincie Midden-Java, Indonesië. Karanglo telt 1809 inwoners (volkstelling 2010).